# Le Rire
Pour les articles homonymes, voir Le Rire (homonymie).
Le Rire est un hebdomadaire humoristique illustré français publié entre octobre 1894 et 1971.

## Histoire du journal
Lancé à Paris par Félix Juven pendant la Belle Époque, le 10 novembre 1894, au prix de 10 centimes sous la forme d'un hebdomadaire paraissant le samedi et comptant 12 pages au format 23,3 x 31,4 cm, Le Rire est apparu à un moment où les Parisiens commençaient à devenir plus cultivés, plus riches et disposaient de plus de loisirs. L'intérêt pour les arts, la culture et la politique ne cessa de croître pendant la dernière décennie du XIXe siècle. Des publications comme celle-là aidaient à satisfaire leur curiosité. De tous les journaux humoristiques français, celui-là eut le plus de succès, surtout avant 1914. Du 5 février au 5 juillet 1893, avait précédemment paru un mensuel au même titre, dirigé par Albert Poulin. La première couverture est illustrée par Jean-Louis Forain.
Juven confie la rédaction à Arsène Alexandre.
Lorsque l'Affaire Dreyfus éclate fin octobre 1894, Le Rire est l'une des nombreuses publications à immédiatement exploiter les sentiments anti-républicains et antisémites (caricatures signées Léandre notamment) que suscita ce scandale dans l'opinion. Comme c'était une époque où le gouvernement français était souvent caractérisé par la corruption et la gabegie, ministres et responsables militaires devinrent également des cibles fréquentes.
En octobre 1899, est lancé Le Sourire, concurrent direct du magazine. Pour l'exposition universelle de 1900, Juven fait construire un pavillon intitulé « La Maison du Rire », mais le succès fut mitigé.
Le 7 février 1903, après 430 numéros, une nouvelle série est lancée, sans aucun changement.
En 1905, Félix Juven lance Fantasio, une revue humoristique en lien avec Le Rire : les deux magazines fusionneront en 1937.
Le 25 mai 1907, Juven associe son journal au premier Salon des humoristes en créant la Société d'auteurs et de dessinateurs humoristiques « Les Humoristes » avec Jean Valmy-Baysse. Propriétaire d'un groupe éditorial, il s'efforça de conserver le contrôle de son magazine jusqu'à sa mort en 1947, tout en se rapprochant occasionnellement d'un autre groupe, très puissant, celui du Petit Parisien dirigé par la famille Dupuy.
Avec la Première Guerre mondiale, il s'interrompt le 1er août 1914, puis est relancé le 21 novembre suivant sous le titre Le Rire rouge et reprend sa dénomination première le 31 décembre 1918 après 215 numéros. L'adresse est au 21 de la rue Joubert.
Une nouvelle série démarre le 4 janvier 1919 qui dure jusqu'au 1er juin 1940, et compte 1 071 numéros, s'interrompant durant l'Occupation.
En janvier 1946, Le Rire renaît dans une formule mensuelle dirigée par Victor de Valence (dit « Tita ») qui semble cibler le corps médical et les salles d'attente, et s'achève en décembre 1949, après 49 numéros. Une nouvelle série mensuelle repart en octobre 1951 et s'achève en avril 1971, après 235 numéros avec des auteurs tels que Raymond Peynet, Dubout, Bellus, Georges Pichard, ou encore le jeune Jean-Jacques Sempé. Entretemps, le titre est revendu par les éditions Juven en 1959.
En Juin 1977, un nouveau mensuel Le Rire sort sous la Direction de Paulette Lausel au prix de 5F.

## Les dessins et caricatures

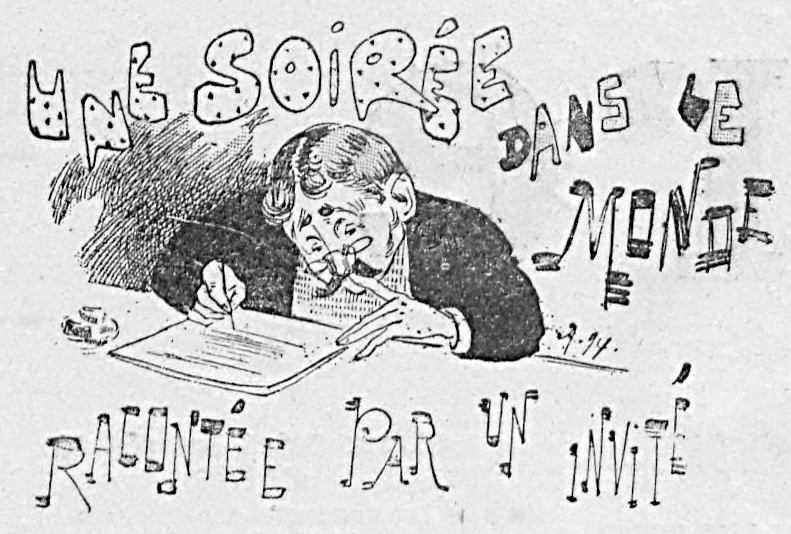
En-tête de la rubrique illustrée des pages 2 et 3 tenue par Jack Abeillé durant les premières années.

Ce journal satirique était composé de dessins en noir et blanc dus notamment à des artistes peintres réputés qui sont aujourd'hui l'objet de collection. Il offrait aussi des chromotypographies pleine page sur les plats de couverture (I et IV en couleurs) et la double page centrale. Le contributeur le plus important en volume et le plus fidèle fut sans doute Théophile Steinlen : ses illustrations, des caricatures mordantes, visaient les hommes politiques du temps. Il y eut près d'un millier de contributeurs.
La rubrique « Le Rire d'autrefois » republiait d'anciennes lithographies françaises et anglaises : des dessins d'Honoré Daumier, Henry Monnier ou Eugène Delacroix furent réimprimées. Le Rire publiait aussi chaque semaine une sélection de meilleurs dessins parus dans les principaux journaux humoristiques étrangers comme l’anglais Punch, les Allemands Fliegende Blätter, Lustige Blätter, et les Américains Puck (les Français découvrirent ainsi Franklin Morris Howarth) ou Judge.
Les autres illustrations provenaient d'artistes comme :
- Jack Abeillé
- Ferdinand Bac[3]
- Hervé Baille
- Albert Bertrand
- Ragnvald Blix
- Léonce Burret
- Leonetto Cappiello
- Caran d'Ache
- Jean d'Aurian
- Pierre-Laurent Brenot
- Henri Dangon
- Jules Depaquit
- Marcel Duchamp[4]
- Charles Dudouyt[5]
- George Edward
- Pere Tornè Esquius
- Fabien Fabiano
- Abel Faivre[6]
- Jean-Louis Forain
- M. M. Franc-Nohain
- Charles Genty
- Henry Gerbault[7]
- Jules Grandjouan
- Juan Gris
- Xavier Gosé
- Jules-Alexandre Grun
- Albert Guillaume
- Oswald Heidbrinck
- Hermann-Paul
- Charles Léandre
- Manuel Luque
- Enzo Manfredini
- Lucien Métivet
- Georges Meunier
- Louis Morin[3]
- Georges Omry
- Georges Pavis
- Henri Pille
- Charles Pourriol
- Benjamin Rabier
- Feodor Rojankovsky
- Auguste Roubille
- Lucien Roudier
- Robert Sallès[8]
- Samanos
- Maurice Sauvayre
- Alfred Schlaich
- Armand Seguin
- Sem
- Pierre Simon
- Henry Somm[3]
- Henri de Toulouse-Lautrec
- Édouard Touraine
- Roger de Valerio
- Theodore van Elsen
- Auguste Vimar
- Hermann Vogel
- Jacques Wély
- Adolphe Willette

## Le monde de la scène
Pendant le règne du music-hall, les cabarets et les cafés étaient remplis de personnalités et les Parisiens pouvaient y apercevoir les vedettes du jour. Le Rire était là pour montrer ce qui s'y passait à ses lecteurs. Il présentait des vedettes comme Yvette Guilbert, Polaire, Jane Avril, Réjane, et même des visiteurs connus dans les théâtres comme Séverine.[réf. nécessaire]

## La littérature
Le Rire publia des textes notamment de Jules Jouy (en 1894-1895), Tristan Bernard, Alphonse Allais, Jules Renard, Paul Gordeaux ...

## Galerie

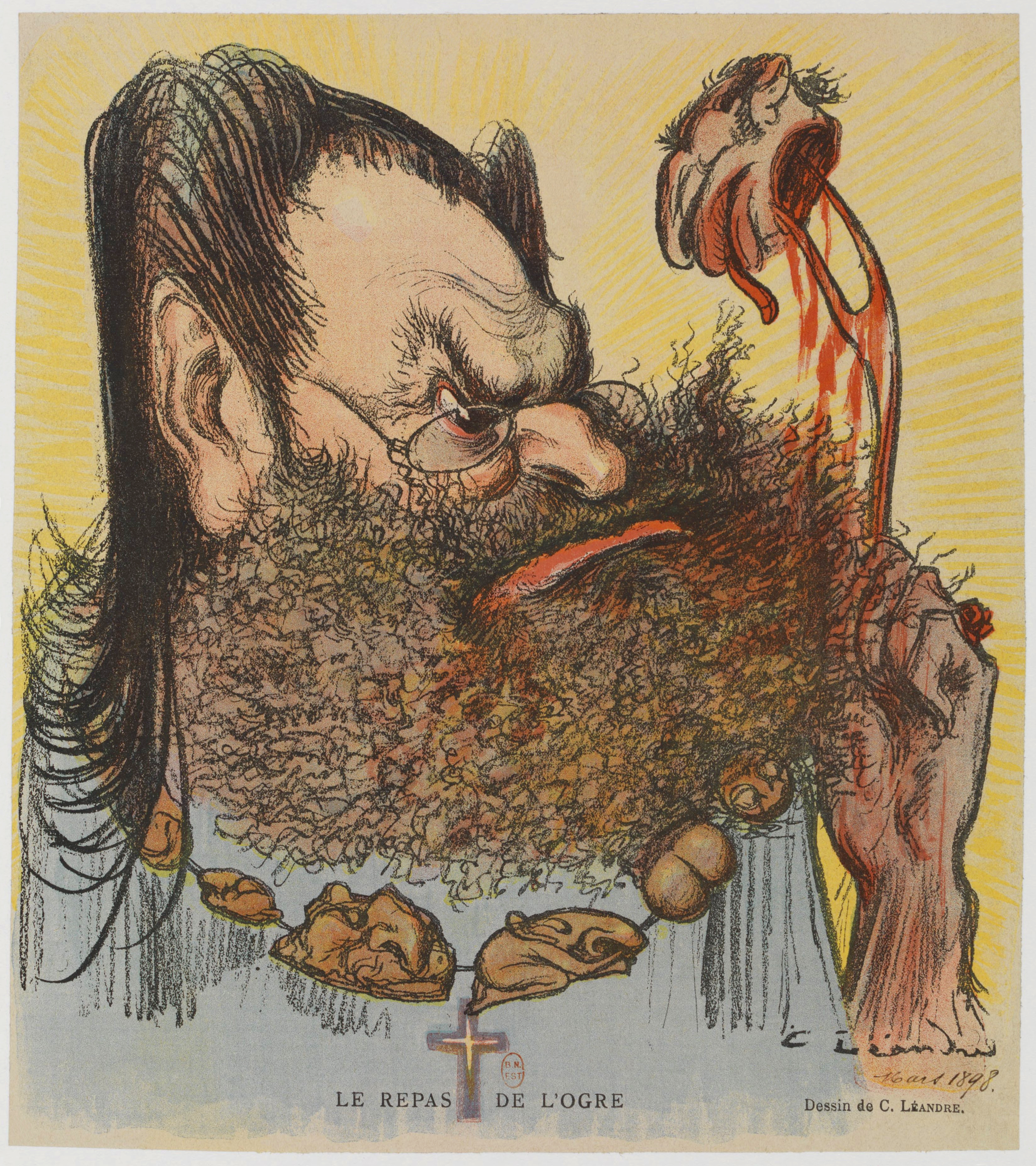
Charles Léandre : Édouard Drumont, « Le Repas de l'Ogre », 5 mars 1898.
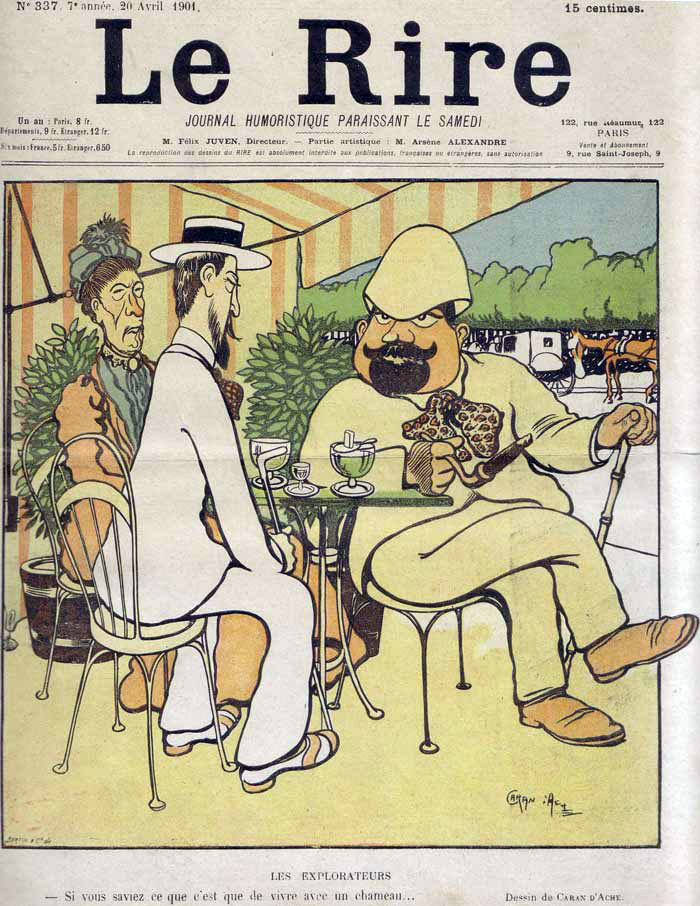
Caran d'Ache : Les explorateurs. « — Si vous saviez ce que c'est que de vivre avec un chameau… », 20 avril 1901.
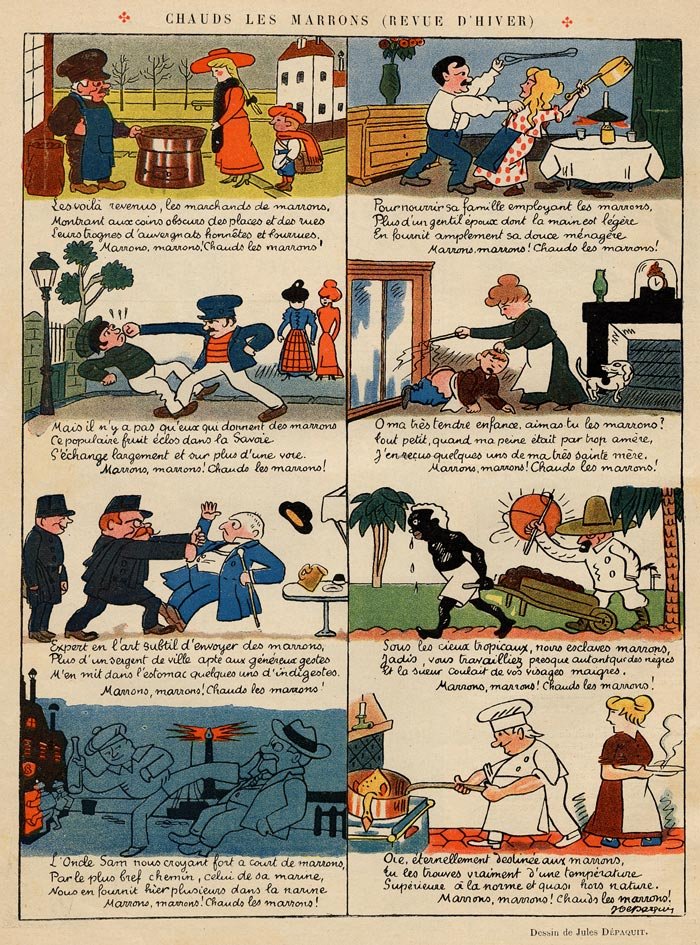
Jules Depaquit : Chauds les marrons, 1911.